# Húrin de Emyn Arnen
Húrin de Emyn Arnen es el primer senescal de Gondor conocido, y es el ancestro de todos los Senescales de Gondor de su casa. Húrin sirvió al Rey Minardil. No se sabe mucho sobre su vida, pero se conoce que sus acciones cambiaron radicalmente el futuro de la Tierra Media. Húrin de origen noble de Numenoreano, y creador de la Casa de Húrin de donde los reyes seleccionaban a sus senescales. 
| Predecesor: Desconocido (Anteriormente el cargo no era hereditario) | Senescal de Gondor 1621 T. E. - 1634 T. E. | Sucesor: Pelendur en algún momento posterior |

- Datos: Q13403416